# Komerční právník
Komerční právník bylo svobodné právnické povolání, které existovalo v Česku mezi lety 1990 až 1996, poté se s novým zákonem o advokacii stali všichni komerční právníci advokáty, sdruženými v advokátní komoře.
Právní služby komerčního právníka spočívaly, stejně jako u advokáta, v poskytování právních porad, zpracovávání právních rozborů, sepisování smluv a jiných listin, stejně jako v zastupování před soudy. Všechny tyto právní služby ale mohly být poskytovány jen ve věcech souvisejících s podnikáním. To byl ovšem jediný rozdíl s advokáty, jinak stejně jako oni poskytovali své služby za úplatu, měli povinnost se řídit zájmy klienta, museli zachovávat povinnost mlčenlivosti a také byli pojištěni pro případ způsobení škody klientovi. Komerční právníci mohli působit i společně, zákon však na rozdíl od zákona o advokacii neurčoval formu této spolupráce, tu si měli upravit smlouvou.

## Předpoklady
Komerčním právníkem se mohl stát každý, koho do svého seznamu zapsala Komora komerčních právníků. Předpoklady pro to byly:
- plná způsobilost k právním úkonům,
- bezúhonnost,
- vysokoškolské vzdělání na české nebo slovenské právnické fakultě,
- alespoň 3 roky právní praxe v pozici právního čekatele na komerčního právníka, nebo alespoň 5 let jiné právní praxe a
- složení profesní zkoušky.

Uchazeč musel také složit do rukou předsedy komory tento slib: „Slibuji na své svědomí a občanskou čest, že budu zachovávat ústavu, ostatní zákony a další obecně závazné právní předpisy, svědomitě plnit povinnosti komerčního právníka, vystupovat důstojně a čestně a dodržovat povinnost mlčenlivosti o všech skutečnostech, o nichž se dovím v souvislosti s poskytováním právní pomoci.“
Právník, který se připravoval na pozdější kariéru komerčního právníka se nazýval (stejně jako uchazeč o pozici státního zástupce) právní čekatel. Zapsán byl v seznamu právních čekatelů, který vedla komora komerčních právníků a byl zaměstnán u konkrétního komerčního právníka, u kterého vykonával alespoň tříletou praxi. Jejím účelem bylo osvojení si potřebných znalostí a zkušeností potřebných k poskytování právní pomoci.

## Komora komerčních právníků
Komerční právníci byli povinně sdruženi v Komoře komerčních právníků, což byla právnická osoba, samosprávná organizace se sídlem v Praze. Zajímavostí bylo, že do doby jejího úplného ustavení její funkce suplovala Unie podnikových právníků České republiky. Orgány komory byly:
- Celostátní sněm komerčních právníků – Byl nejvyšším orgánem komory, účastnit se jej mohl každý komerční právník. Sněm volil na funkční období 3 let členy představenstva, dozorčí rady i disciplinární komise, stejně jako je odvolával, dále schvaloval organizační řád, volební řád a disciplinární řád a rozhodoval o dalších zásadních záležitostech.
- Představenstvo – Volilo ze svých členů místopředsedy a předsedu komory, ten ji zastupoval navenek a jednal jejím jménem. Představenstvo svolávalo sněm, vedlo seznam komerčních právníků a seznam právních čekatelů, spravovalo majetek komory a informovalo o její činnosti.
- Dozorčí rada – Kontrolovala plnění usnesení sněmu a činnost představenstva, její předseda rovněž podával návrh na zahájení disciplinárního řízení.
- Disciplinární komise – Vytvářela disciplinární senát komory, který řešil disciplinární odpovědnost komerčních právníků. Ta nastupovala, pokud komerční právník závažně nebo opětovně porušil své povinnosti a mohlo mu být uloženo disciplinárního opatření ve formě písemného napomenutí, peněžité pokuty nebo vyškrtnutí ze seznamu komerčních právníků. O případném odvolání proti uložení disciplinárního opatření rozhodovalo představenstvo.

Funkce v orgánech komory byly čestné. Od počátku až do sloučení s Českou advokátní komorou byla předsedkyní komory komerčních právníků JUDr. Jana Kubištová.